# Storflyet, Gästrikland
Storflyet är en sjö i Hofors kommun i Gästrikland och ingår i Gavleåns huvudavrinningsområde.